# Тиндерлинка
Тиндерлинка — деревня в Первомайском районе Томской области России. Входит в состав Первомайского сельского поселения. Население 19 чел. (2021) .

## География
Находится на востоке региона, в таёжной зоне, на правобережье реки Чулым (Томское Причулымье), в 12 км от районного центра Первомайское, между деревнями Калмаки и Торбеево.
Одна улица: Лесная.

## История
Основали его переселенцы из Вятской, Костромской и Минской губерний в 1907 году. 
В соответствии с Законом Томской области от 10 сентября 2004 года № 204-ОЗ деревня вошла в состав Первомайского сельского поселения.

## Население
| 2002 | 2010 | 2012 | 2013 | 2014 | 2015 | 2021 |
| ---- | ---- | ---- | ---- | ---- | ---- | ---- |
| 19   | ↘11  | ↗12  | →12  | ↘11  | →11  | ↗19  |

В 2011 году в селе Тиндерлинка жили 5 семей, а когда-то в нем было 600 жителей. 

## Инфраструктура
Лесное хозяйство.

## Транспорт
Дорога местного значения.